# La dea dei baci
La dea dei baci è un romanzo d'ispirazione autobiografica di Ippolita Avalli, pubblicato da Baldini+Castoldi nel 1997 e finalista nello stesso anno al Premio Strega. 
Ambientato in un paese della Bassa padana presso gli argini dell'Adda tra la metà degli anni Cinquanta e la metà degli anni Sessanta, il romanzo narra il conflitto fra Giovanna – una bambina che, dopo la morte di quella che credeva essere sua madre, scopre di essere stata adottata – e il padre putativo, uomo insensibile e violento, che si risposa. 
Nel 2001 Ippolita Avalli citò per plagio Susanna Tamaro, che nel primo racconto di Rispondimi (Rizzoli 2001) aveva proposto la stessa ambientazione e una vicenda molto simile a quella de La dea. Il Tribunale civile di Milano, tuttavia, respinse il ricorso.

## Edizioni
- La dea dei baci, Milano, Euroclub, 1998.
- (FR) La déesse des baisers, traduzione di Thierry Laget, Parigi, A. Michel, 1998.
- La dea dei baci, Milano, Feltrinelli, 2009.